# 張旭南
張旭南，台灣京劇演員，工小生，歌仔戲導演，研究「生文化」。
她是復興劇藝實驗學校（現在的國立台灣戲曲學院內湖校區）科班出身，中國文化大學戲劇學系中國戲劇組學士。
1993年到1995年間留學美國，得碩士學位。
回台后曾在國立國光劇團和國立傳統藝術中心工作，現在是國立台灣戲曲學院京劇學系的專任教師。
歌仔戲導演作品有《青春美夢》（現代戲；時裝戲，得台灣國家文化藝術基金會獎助）、《蘭陵王》（柯銘峰唱腔設計，周以謙音樂設計，陳申南打鼓）、《重逢鯉魚潭》（呂冠儀音樂設計，朱作民打鼓）、《巧計奪美》、《將軍寇》（周以謙音樂設計，陳申南打鼓，得台灣國家文化藝術基金會獎助）等。
她已婚，丈夫喻國雄也是京劇小生演員，藝名喻族雄。